# 吉祥寺サンロード商店街

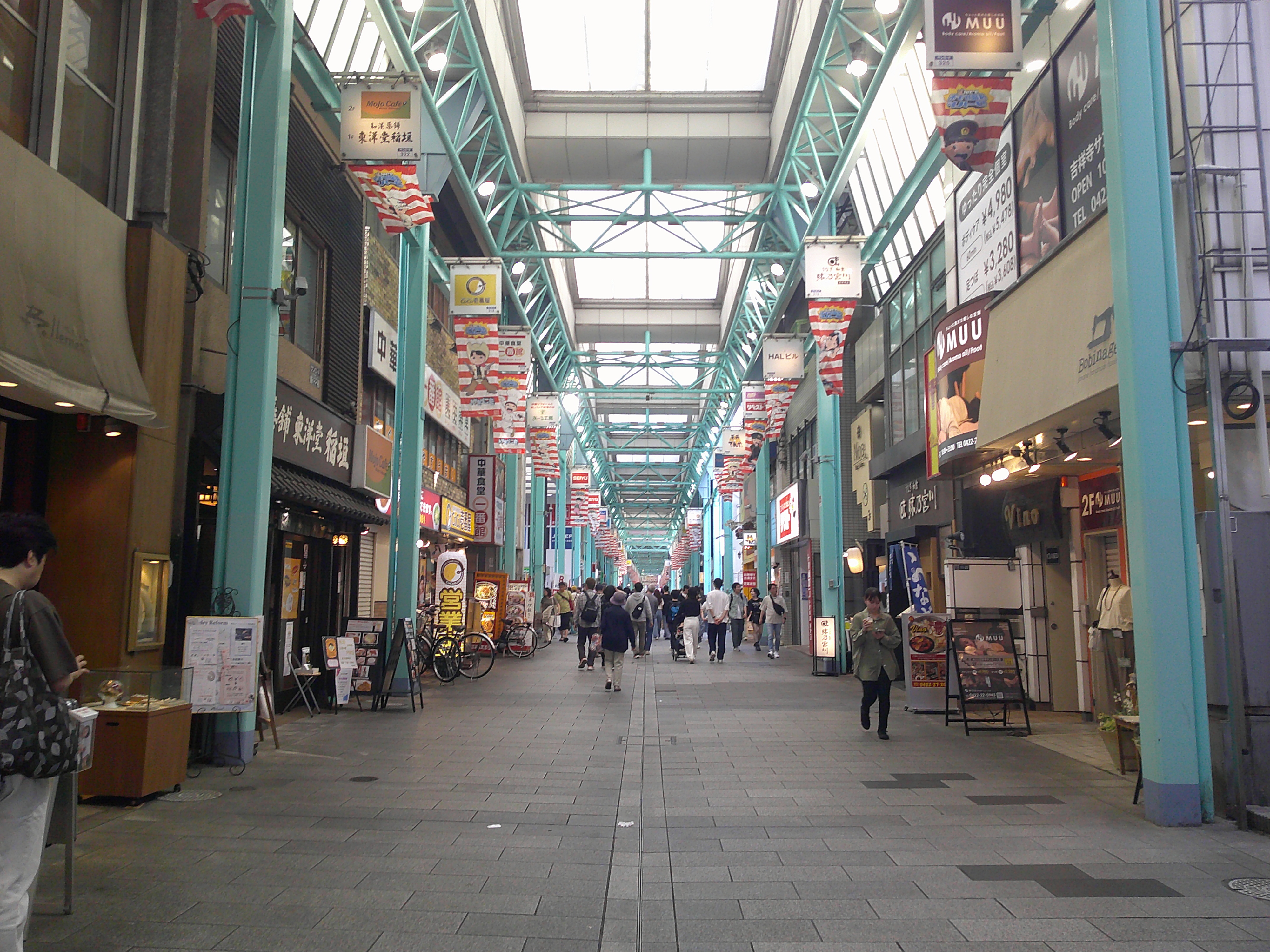
吉祥寺サンロード商店街(2025年)

吉祥寺サンロード商店街（きちじょうじサンロードしょうてんがい、Kichijoji SUNROAD）は、東京都武蔵野市吉祥寺本町にある全蓋式のアーケード商店街である。単にサンロードと呼ばれる。

## 概要
JR中央線・京王井の頭線吉祥寺駅北口ロータリーから北北東方向にまっすぐ伸び、途中本町新道と交差し（信号機有り）、五日市街道まで至る約300mの商店街である。サンロードから更に西にいくつもの商店街が伸びており、吉祥寺のメインストリートとしての機能を持つ。
「サンロード」の呼び名は「太陽の道」を意味する。
商店街のテーマコンセプトは「一店逸品街」である。

## 歴史

### 初代アーケード
サンロードの前身は「吉祥寺駅北口商店街」。通称は「吉祥寺駅前通り」で、路線バスも走っていた。
昭和40年代、当時の後藤喜八郎武蔵野市長の推し進める吉祥寺駅前再開発事業の一つとして、駅前通りと北口商店街を整備しアーケードを建設することになり、1971年（昭和46年）11月に初代アーケードが完成するとともに「吉祥寺サンロード商店街」に名を改める。落成式では後藤市長や当時の関係者がテープカットを行った。また翌1972年（昭和47年）には、吉祥寺サンロード商店街振興組合が発足。
初代アーケードは、吉祥寺の発展を象徴する東洋一の規模を誇る設備であり、その看板は、サンロードのイメージである太陽がひしめく絵と、1970年代当時の流行色であるオレンジを基調としたサイケなデザインであった。吉祥寺駅側と五日市街道側のアーケード入口には太陽の絵を挿したSEIKO製の時計が組み込まれ、時計の下に「サンロード」のロゴが入っていた。一方、本町新道側はオレンジ色の板状の看板に「Shopping サンロード」というシンプルなものだった。また店舗の入口の店舗看板は統一デザインであり、黒地にオレンジの太陽マーク、その下に白地で店名が記載されていた。
1980年代末期に入り、アーケードの老朽化と時代の流れにより、入口のロゴ看板や店舗看板などをリニューアル。アーケード入口の看板はメタリックシルバーとブルーを基調とし、吉祥寺駅側と五日市街道側の入口は「▲」マークと「SUNROAD」の英文表記に変更されるが、本町新道側は「▲ サンロード」の表記のシンプルなものだった。また各店舗の入り口の店舗看板は四角形のメタリックベースで、店ごとに異なる絵が入るようになった。絵の下の店名は青文字で表記されていた。

### 新アーケード
2003年夏よりアーケードの架け替え工事を実施、新アーケードは2004年3月に完成した。これに伴いロゴデザインも変更となる。新ロゴは吉祥寺駅-本町新道（A地区）の青色と、本町新道-五日市街道（B地区）の緑色をつなぐマークに「kichijoji SUNROAD」の英文表記となった。新たに、本町新道側に開閉式屋根の中央ゲート（後述）が設置された。また2004年度には、グッドデザイン賞を建築・環境デザイン部門で受賞した。
2010年冬に新アーケードのマイナーチェンジが施される。柱の色が白からパステルグリーンに配色が変更された。さらに、吉祥寺駅・五日市街道側それぞれのゲート入口の照明が増設された。

## 沿革
- 1971年11月 - 吉祥寺北口商店街にアーケードが完成、名称を「サンロード」として開業。
- 1987年ごろ - アーケードをリニューアル、ゲートの看板を2代目のものに変更。
- 2003年 - アーケード架け替え工事に着手。
- 2004年3月 - 新アーケード完成。
- 2010年 - アーケードの配色を変更。

## アーケードの特徴

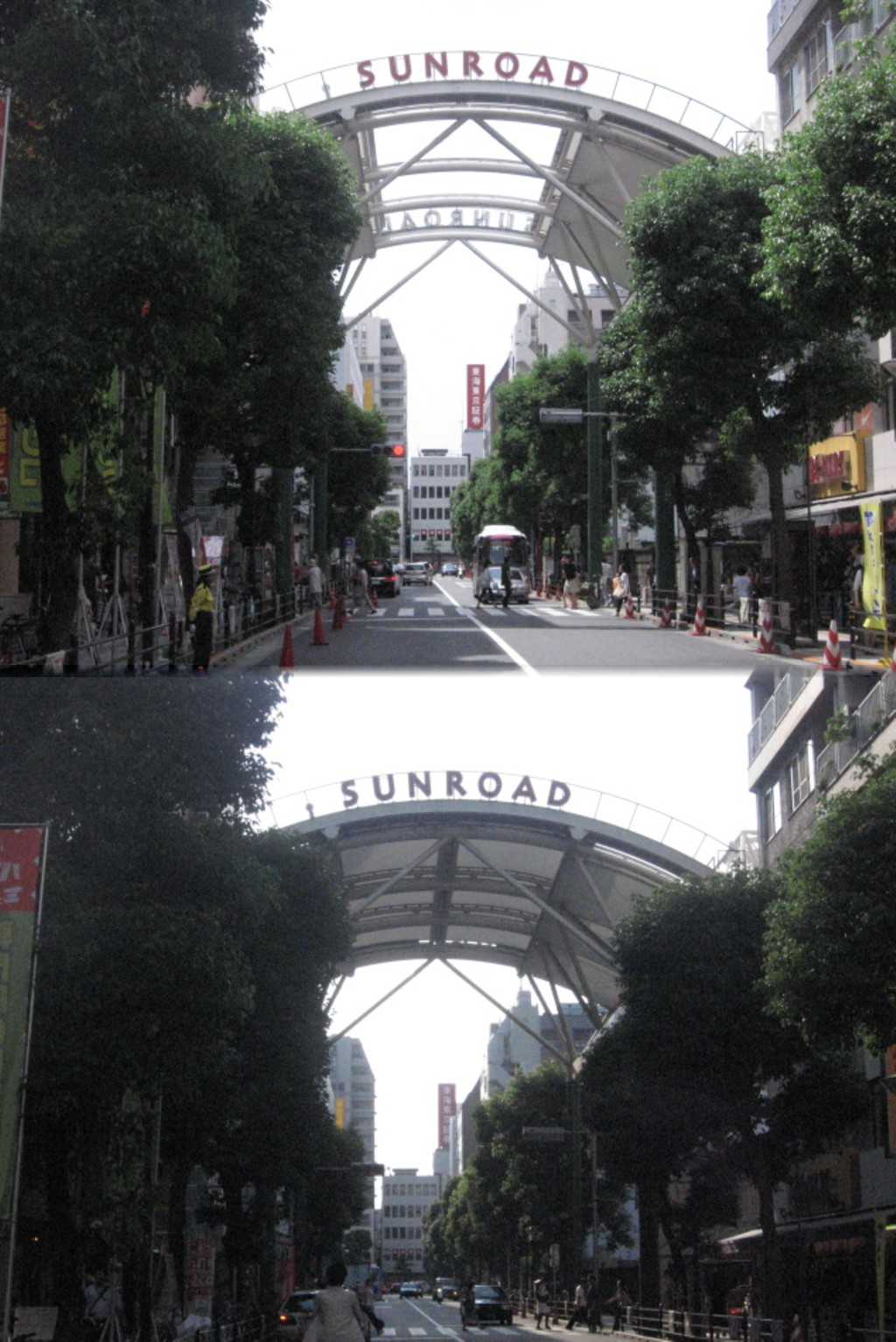
開閉式屋根の本町新道中央ゲート。上は屋根を開いた状態、下は閉じた状態。

- サンロードのアーケードは開閉式で天井の素材にはテフロン膜が使用されている。昼間は太陽光をふんだんに照らし、夜間（午後5時以降）はスクリーンに映像や色彩などが映し出され、買い物客らを楽しませている。
- 本町新道には中央ゲートが設置され、屋根が開閉する方式となっている。
- なお、2010年冬のマイナーチェンジに伴い、現在のアーケードは4代目にあたる。

| 全長     | 308.77m                                                                                                 |
| 屋根面積 | 2481.89m2                                                                                               |
| 道路幅員 | 7.3m |
| 天井高   | 7.43m                                                                                                   |
| 工事費用 | 総工事費：約958,000,000円 本体工事：857,000,000円 カラー舗装工事：83,000,000円 サイン工事：18,000,000円 |
| 完成     | 2004年3月                                                                                               |
| 設計     | 株式会社川元明春建築設計事務所                                                                          |
| 施工     | 株式会社日米アートム                                                                                    |

## ロゴの変遷
- 初代（1971年11月-1987年?）：「サンロード」（「ン」の点部分が●（または○）、「ト」の濁点が2個の●）
各店入口の看板には、オレンジ色の太陽マークに白文字で「サンロード」のロゴが入っていた。なお、太陽マークの型枠は現在も吉祥寺秋まつりのサンロード神輿の半纏で使用されている（後述）。
- 2代目（1988年?-2003年）
  - 「▲ SUNROAD」（吉祥寺駅・五日市街道側）
  - 「▲ サンロード」（本町新道側。初代カタカナロゴを継続使用）
- 3代目（2004年-）：「kichijoji〜SUNROAD〜」
「SUNROAD」の周りを覆っている2本の波線マークは、左下にある青色がA地区（吉祥寺駅-本町新道）と、右上の緑色はB地区（本町新道-五日市街道）を表しており、それらをつなぐ形となっている。

## 吉祥寺場所表示システム
サンロードでは建築物の壁面や地上約6mに統一看板がある。この看板は「吉祥寺場所表示システム」といい、それぞれ数字が表示されており、吉祥寺駅からの距離（m単位）を建物ごとに表している。なお、50mから350mまでの数字が商店街内の建物や壁面に表示されている。

## 主要な施設・店舗

### A地区

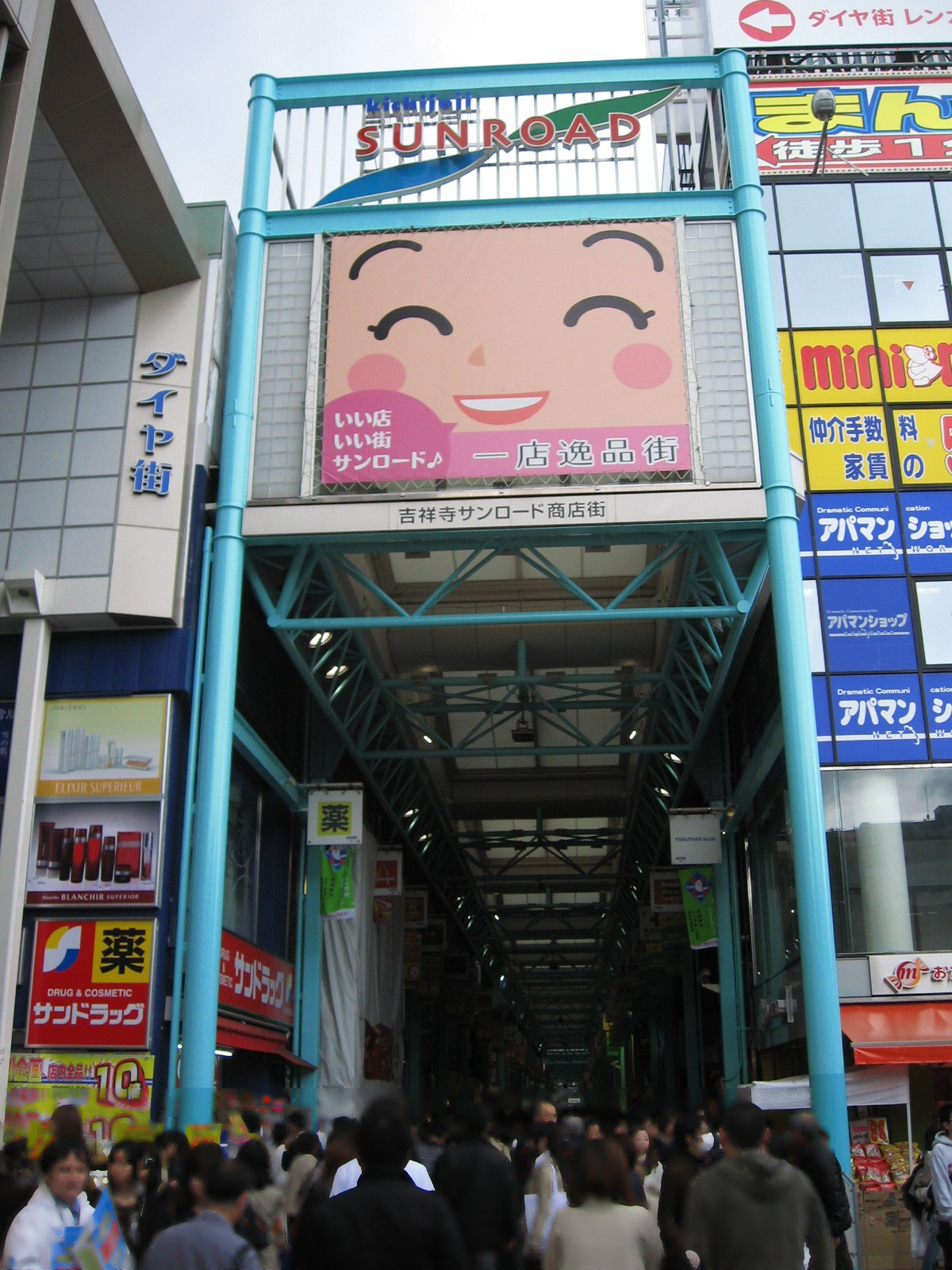
A地区（吉祥寺駅側）ゲート

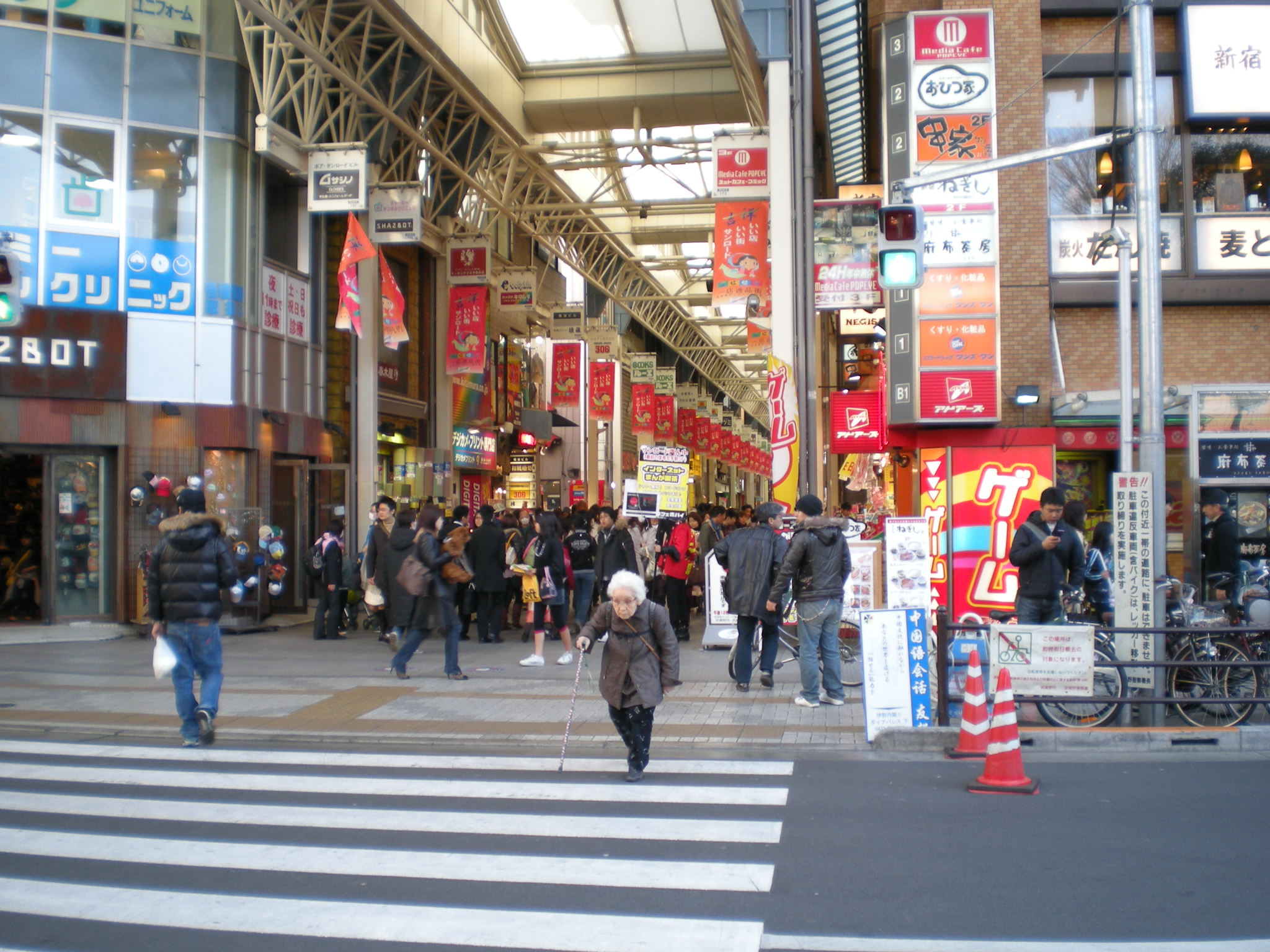
本町新道中央ゲート側

↑吉祥寺駅北口・アトレ吉祥寺
→ダイヤ街 East zone
- サンドラッグサンロード店
- おかしのまちおか
- 三菱UFJ銀行吉祥寺支店
6階に「東京個別指導学院吉祥寺駅前教室」が入る。
6階に「株式会社リベスト 本社」が入る。
8階に「献血ルーム吉祥寺タキオン」が入る。
- 吉祥寺まち案内所
- マクドナルド吉祥寺駅前店
- コンタクトのアイ・シティ
- 靴のダイワ
- シュー・プラザ - テナントビル。[5]
1階に宝くじロトハウス、2階にザ・ダイソー、3-5階と地下1階に飲食店等が入る。

→コピス吉祥寺・吉祥寺美術館、コスモビル、東急百貨店吉祥寺店
- 松屋吉祥寺サンロード店
- エクセルシオール カフェ吉祥寺サンロード店
- 名代 富士そば／レオパレス21

←元町通り
- メガネの 東京堂
- コポ　AED
- OSドラッグ
- 外口書店 - 古書店
- ソフトバンクショップ
- DHC吉祥寺直営店
- チュチュアンナ
- ジュエリーツツミ
- マツモトキヨシ吉祥寺サンロード店

→ペニーレーン
- BOOKS ルーエ[6]
- 洋服の青山吉祥寺サンロード店
- 協和堂時計店
- メンズプラザAOKI
- サンロードプラザ・ダイアパレス吉祥寺 - テナントビル
  - ココカラファイン吉祥寺サンロード店
- インテリアプラザ春木屋
- SHAZBOT／ムサシノ学生服

←本町新道→
→コピス吉祥寺、ロフト
中央ゲート

### B地区
中央ゲート
←本町新道→
→武蔵野市商工会館（むさしのFM）
- ABCマート吉祥寺店
- 稲垣薬局本店
- 金子印店
- 文化園花店
- ヘアーサロンすずらん
- ミスタードーナツ
- 元祖寿司
- 吉祥寺駅前郵便局

←聘珍楼
- 稲垣薬局サンロード店
- 55ステーション
- MoMo
- ベッカライカフェ リンデ
- ココカラファイン吉祥寺店
- キクマツヤ
- DORAMA
4階にサンロード組合の本部が入る。AED

→月窓寺山門
- 月窓寺
- 西友吉祥寺店
- Paris Miki
- 天丼てんや
- リベストサンロード店
- 保険deあんしん館／アトモスフィア
- あーる工房
- 味乃宮川
- CoCo壱番屋
- ジャノメハンドメイドハウス・ボビナージュ
- 東洋堂稲垣薬局
- マリオンクレープ
- ウィルコムプラザ吉祥寺
- モスバーガー
- 丸石楽器店・ヤマハ音楽教室
- ラウンドワン吉祥寺店
- 三協住宅社サンロード店
- イワキメガネ／吉祥寺エル矯正歯科

←五日市街道→

## 主なイベント
- 吉祥寺花まつり（毎年4月、月窓寺）
- 吉祥寺ウェルカムキャンペーン（毎年4月-5月）
- サンロード・月窓寺門前市納涼盆踊り大会（毎年8月）
- 吉祥寺秋まつり（毎年9月）
- 吉祥寺薪能（毎年10月、月窓寺）

## その他
- 高円寺パル商店街（高円寺駅南口）、中野サンモール商店街（中野駅北口）、武蔵小山商店街パルム（武蔵小山駅東口）、戸越銀座（戸越銀座駅）などと並んでNHKのインタビューがよく行われる。
- A・B地区それぞれ1ケ所にAEDが設置されている。
- 駅前通りと呼ばれていたころの名残で、2012年2月14日までサンロード北端の五日市街道沿いに関東バスの「駅前通り停留所」があった。翌2月15日より同停留所は「サンロード入口停留所」に改称されている。
- 毎年9月に行われる吉祥寺秋まつりに商店会も神輿を出して参加している。現在の神輿は唐破風型白木造りで、1990年（平成2年）から登場している。また子供神輿も出しており、参加商店会では唯一、親神輿と子供神輿が揃う形となっている[7]。なお、メンバー全員が着用している半纏の背中には、かつてのサンロードのマークに使用していた太陽の形の枠に「吉祥寺」の寄席文字が入っている[1]。また、祭りの1か月前より、サンロードのアーケード天井に各店の名前が入った提灯が飾りつけられる。